# Edenophorus irwini
Edenophorus irwini är en tvåvingeart som beskrevs av Sinclair 2002. Edenophorus irwini ingår i släktet Edenophorus och familjen dansflugor. Inga underarter finns listade i Catalogue of Life.